# Underwater World (Singapour)

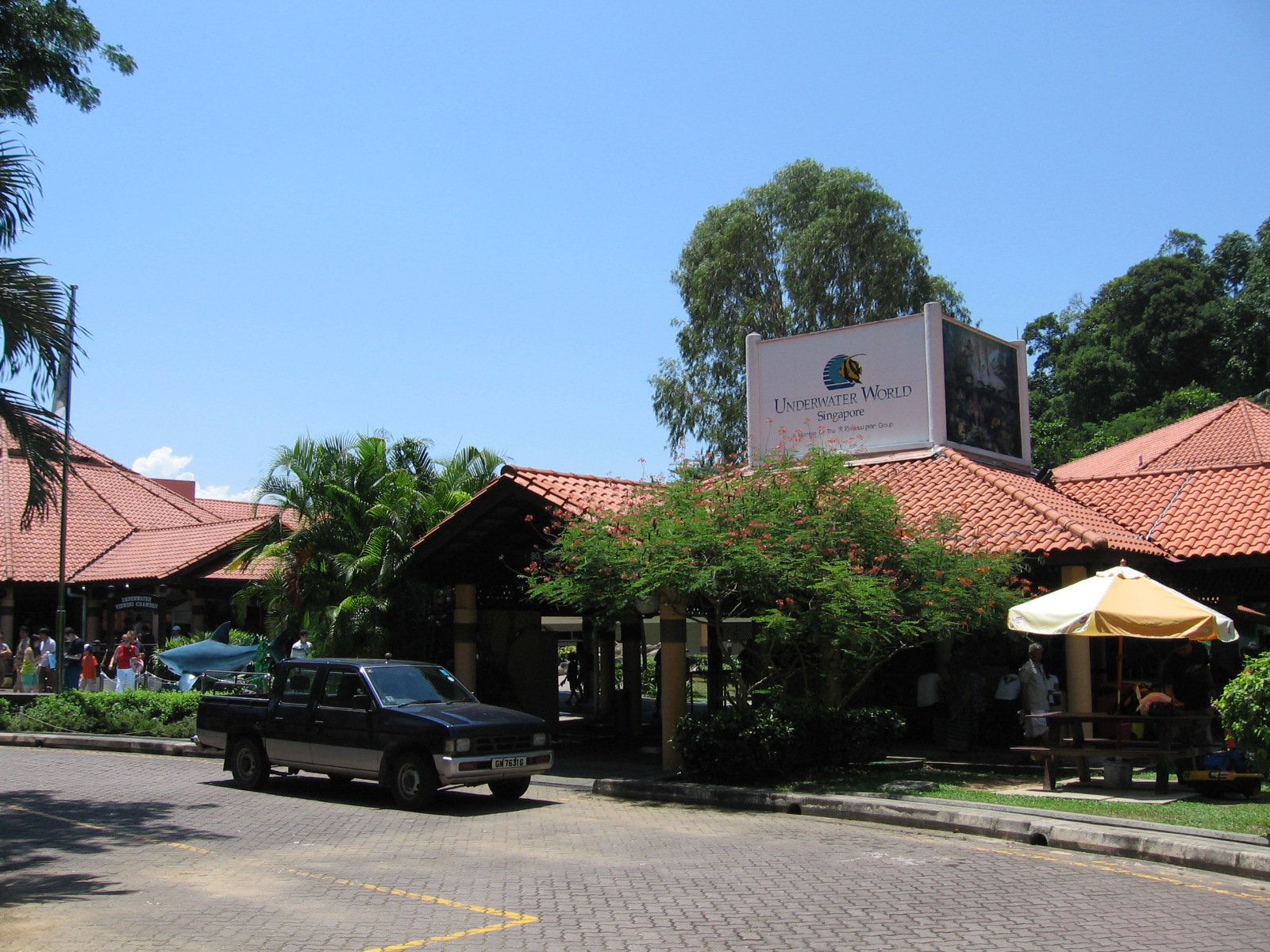
Entrée de l'Underwater World

Pour les articles homonymes, voir Underwater World.
Underwater World (Chinois: 圣淘沙海底世界) est un oceanarium localisé sur l'île de Sentosa à Singapour. Ouvert en 1991, il comprend plus de 2 500 animaux marins de 250 espèces différentes à travers le monde. L'oceanarium est souterrain. Il est la propriété de HawPar Corp. Le ticket d'admission à Underwater World inclut aussi l'admission au Dolphin Lagoon à Palawan Beach.